# 빅토르 뮈파장데
빅토르 뮈파장데(프랑스어: Victor Muffat-Jeandet, 1991년 3월 5일~)는 프랑스의 알파인 스키 선수로 2018년 동계 올림픽에서 남자 복합 부문 동메달을 획득했다.